# Анастас Наумов (композитор)
 Тази статия е за композитора Анастас Наумов.  За просветния деец вижте Анастас Наумов.  
Анастас Наумов Анастасов е български фолклорист, композитор и диригент. Има изключителна  заслуга за обогатяването на  фонда на Българското национално радио с многобройни записи на народна музика.

## Биография
Анастас Наумов е роден на 27 януари 1928 година във Варна. Произхожда от стар възрожденски род. Дядо му е свещеник и апостол на Илинденското въстание. На него Анастас Наумов посвещава оркестровата си творба „Комитско хоро“. От ранна детска възраст свири на цигулка. Постъпва в Музикално училище.
През 1952 година завършва Държавната музикална академия (днес ДМА „Панчо Владигеров“). От 1952 до 1955 година работи като учител по музика. По онова време Наумов има само теоретична подготовка от Музикалната академия и обучението при проф. Стоян Джуджев. Професионалният му и творчески път започва при постъпването на работа в Музикалния отдел на Радио „София“ през 1956 година. Основната му задача в Радиото е да продуцира записи на фолклорна музика, изпълнявана от певци и инструменталисти, фолклорни групи и самодейни народни хорове и ансамбли, които се създават тогава, по примера на Фолклорния ансамбъл „Филип Кутев“. От 1956 година е музикален редактор в редакция „Народна музика“ и замаместник-главен редактор, ръководител направление „Народна музика“ на Главна дирекция „Музика“ в Българското радио.
През 1962 година Анастас Наумов получава предложение да отиде в Сливен и да създаде Ансамбъла за народни песни и танци в града, в който работи до 1966 година.
През 1966 година се връща в Радиото като завеждащ редакция „Народна музика“.
През годините Анастас Наумов записва и обработва музика за солисти като Вълкана Стоянова, Янка Рупкина, Калинка Вълчева, Олга Борисова, Стайка Гьокова, Ева Георгиева, Добра Савова, дуета Кремена Станчева и Василка Андонова, Илия Аргиров, Марин Иванов, Димка Владимирова, Георги Чилингиров, кавалджиите Цвятко Благоев и Стоян Величков, гайдарите Костадин Варимезов и Никола Атанасов, както и много, много други. В този период композиторът пише най-добрите си хорови песни и оркестрови пиеси за „Мистерията на българските гласове“ и за Оркестъра за народна музика на БНР. Автор е на 2000 песни, обработки и хармонизации на народни песни за солисти с оркестър, акапелни и ансамблови песни и оркестрови пиеси, които са неизменна част от репертоара на фолклорните състави. Популярни са неговите ансамблови и хорови песни, както и обработките на народни песни, изпълнявани от най-известните български певци, инструменталисти и народни ансамбли. Всички те са включени в музикалния фонд на БНР. Голяма част от песните му са отпечатани. Носител е на престижни национални награди.
Умира на 17 август 2015 година. в София.
Негов син е композиторът Владимир Наумов, съпруг на Елвира Георгиева.

## Творчество

### Музикално-сценични произведения
- детска радио-оперета „Новогодишна фантазия“ (1960)
- оратория-спектакъл „Сто години от освобождението на Плевен“ (1978)

### Музикално-танцови постановки
- „От пролет до пролет във Видин“
- „Годишните времена“
- „Добруджански игри“
- „Гурбетчии“
- „Детски игри“
- „Песните, които не допяхте“

### Произведения за духов оркестър
- „Младежка сюита“ (1969)

### Произведения за народен оркестър
- „Въртележка“
- „Ганкината“ – за соло тамбура и оркестър
- сюита „Гайдарски мелодии“ – за соло гайда и оркестър
- „Пиеса за гъдулка и оркестър“
- „Комитско хоро“

### Песни за женски хор
- „Мелай Дойна“
- „Сън ми краде черни очи“
- „Мандо ле“
- „Дона биле брала“
- „Гълъби гукат“
- „Иван на Станка думаше“
- „Снощи си, мамо, отидох“
- „Че имам либе хайдутин“
- „Бре, Иване“
- „Снощи Калина сгодихме“
- „Оплакала се гората“

### Песни за народен хор и оркестър
- „Карай, моме“
- „Надпяване“
- „И аз на сбора ще ида“

### Акапелни песни за дамски хор
- „Капка капна“
- „Заспало ми е девойче“
- „Събуди се ясно слънце“
- „Приспивалка“
- „Вокализа“ – в памет на Панчо Владигеров

## Дискография
| Година | Албум                                   | Вид | Издател   | Каталожен номер |
| ------ | --------------------------------------- | --- | --------- | --------------- |
| 1989   | „Анастас Наумов. Избрани песни и хора“  | LP  | Балкантон | ВНА 12323       |
| 2008   | „Анастас Наумов. Народни песни и танци“ | CD  | Gega New  | GD 333          |

## Родословие
|                            |                            |                            |                            | Наум Анастасов               |                              |                              |                              |                              |                              |                           |                           |                           |                           |                |                |                            |                            |                            |                            |                            |                            |  |  |  |  |  |  |  |  |  |  |
|                            |                            |                            |                            |                              |                              |                              |                              |                              |                              |                           |                           |                           |                           |                |                |                            |                            |                            |                            |                            |                            |  |  |  |  |  |  |  |  |  |  |
|                            |                            |                            |                            | Анастас Наумов (1861 – 1920) | Анастас Наумов (1861 – 1920) | Анастас Наумов (1861 – 1920) | Анастас Наумов (1861 – 1920) | Анастас Наумов (1861 – 1920) | Анастас Наумов (1861 – 1920) |                           |                           | Урания Наумова            | Урания Наумова            | Урания Наумова | Урания Наумова | Урания Наумова             | Урания Наумова             |                            |                            |                            |                            |  |  |  |  |  |  |  |  |  |  |
|                            |                            |                            |                            | Анастас Наумов (1861 – 1920) | Анастас Наумов (1861 – 1920) | Анастас Наумов (1861 – 1920) | Анастас Наумов (1861 – 1920) | Анастас Наумов (1861 – 1920) | Анастас Наумов (1861 – 1920) |                           |                           | Урания Наумова            | Урания Наумова            | Урания Наумова | Урания Наумова | Урания Наумова             | Урания Наумова             |                            |                            |                            |                            |  |  |  |  |  |  |  |  |  |  |
|                            |                            |                            |                            |                              |                              |                              |                              |                              |                              |                           |                           |                           |                           |                |                |                            |                            |                            |                            |                            |                            |  |  |  |  |  |  |  |  |  |  |
|                            |                            |                            |                            |                              |                              |                              |                              |                              |                              |                           |                           |                           |                           |                |                |                            |                            |                            |                            |                            |                            |  |  |  |  |  |  |  |  |  |  |
| Владимир Наумов (1892 – ?) | Владимир Наумов (1892 – ?) | Владимир Наумов (1892 – ?) | Владимир Наумов (1892 – ?) | Владимир Наумов (1892 – ?)   | Владимир Наумов (1892 – ?)   |                              |                              | Наум Анастасов               | Наум Анастасов               | Наум Анастасов            | Наум Анастасов            | Наум Анастасов            | Наум Анастасов            |                |                | Димитър Наумов (1893 – ?)  | Димитър Наумов (1893 – ?)  | Димитър Наумов (1893 – ?)  | Димитър Наумов (1893 – ?)  | Димитър Наумов (1893 – ?)  | Димитър Наумов (1893 – ?)  |  |  |  |  |  |  |  |  |  |  |
| Владимир Наумов (1892 – ?) | Владимир Наумов (1892 – ?) | Владимир Наумов (1892 – ?) | Владимир Наумов (1892 – ?) | Владимир Наумов (1892 – ?)   | Владимир Наумов (1892 – ?)   |                              |                              | Наум Анастасов               | Наум Анастасов               | Наум Анастасов            | Наум Анастасов            | Наум Анастасов            | Наум Анастасов            |                |                | Димитър Наумов (1893 – ?)  | Димитър Наумов (1893 – ?)  | Димитър Наумов (1893 – ?)  | Димитър Наумов (1893 – ?)  | Димитър Наумов (1893 – ?)  | Димитър Наумов (1893 – ?)  |  |  |  |  |  |  |  |  |  |  |
|                            |                            |                            |                            |                              |                              |                              |                              | Анастас Наумов (1928 – 2015) |                              |                           |                           |                           |                           |                |                |                            |                            |                            |                            |                            |                            |  |  |  |  |  |  |  |  |  |  |
|                            |                            |                            |                            |                              |                              |                              |                              |                              |                              |                           |                           |                           |                           |                |                |                            |                            |                            |                            |                            |                            |  |  |  |  |  |  |  |  |  |  |
|                            |                            |                            |                            |                              |                              |                              |                              | Владимир Наумов (р. 1954)    | Владимир Наумов (р. 1954)    | Владимир Наумов (р. 1954) | Владимир Наумов (р. 1954) | Владимир Наумов (р. 1954) | Владимир Наумов (р. 1954) |                |                | Елвира Георгиева (р. 1962) | Елвира Георгиева (р. 1962) | Елвира Георгиева (р. 1962) | Елвира Георгиева (р. 1962) | Елвира Георгиева (р. 1962) | Елвира Георгиева (р. 1962) |  |  |  |  |  |  |  |  |  |  |
|                            |                            |                            |                            |                              |                              |                              |                              | Владимир Наумов (р. 1954)    | Владимир Наумов (р. 1954)    | Владимир Наумов (р. 1954) | Владимир Наумов (р. 1954) | Владимир Наумов (р. 1954) | Владимир Наумов (р. 1954) |                |                | Елвира Георгиева (р. 1962) | Елвира Георгиева (р. 1962) | Елвира Георгиева (р. 1962) | Елвира Георгиева (р. 1962) | Елвира Георгиева (р. 1962) | Елвира Георгиева (р. 1962) |  |  |  |  |  |  |  |  |  |  |